# Berdyčiv
Berdyčiv (in ucraino: Бердичів; in yiddish באַרדיטשעװ‎?; in russo Берди́чев?, Berdičev; in polacco Berdyczów) è una città ucraina (73 046 abitanti), nel distretto di Berdyčiv, nell'oblast' di Žytomyr. Ospita l'amministrazione del distretto di Berdyčiv e della comunità territoriale di Berdyčiv, una delle comunità territoriali dell'Ucraina..
Fino al 18 luglio 2020 Berdyčiv costituiva una città di rilevanza regionale e non apparteneva ad alcun distretto, anche se era il centro amministrativo del distretto di Berdyčiv. Nell'ambito della riforma amministrativa dell'Ucraina, che ha ridotto a quattro il numero di distretti dell'oblast' di Žytomyr, la città è stata integrata nel distretto di Berdyčiv.

## Geografia
Berdyčiv sorge sulle sponde del fiume Hnylop''jat', a 43 km a sud di Žytomyr.

## Storia
Nel 1430, il Granduca di Lituania Vytautas concesse i diritti sull'area a Kalinik, il procuratore di Putyvl' e Zvenigorod, e si ritiene che il suo servitore di nome Berdich abbia fondato lì un chutor. Tuttavia l'etimologia del toponimo Berdyčiv non è nota.
Nel 1483 i tatari di Crimea distrussero l'insediamento. Durante la spartizione del 1546 tra Lituania e Polonia, la regione fu elencata come proprietà dei magnati lituani Tyszkiewicz. In seguito all'Unione di Lublino del 1569, la Volinia divenne una provincia della Confederazione polacco-lituana.
Il monastero carmelitano fortificato, costruito tra il 1627 e il 1642 con il finanziamento di Janusz Tyszkiewicz Łohojski, fu conquistato e saccheggiato dall'atamano cosacco Bohdan Chmel'nyc'kyj nel 1647.
Dal 1710 i proprietari della città, la famiglia Radziwiłł, si impegnarono a rinnovare Berdyčiv e ad attrarre più residenti. Concedettero così agli ebrei contratti di locazione per il diritto di produrre alcolici e impegnarsi in altri commerci e mestieri. Nel 1732 concessero alla corporazione dei sarti ebrei l'autonomia dal kahal (governo comunale ebraico), compreso il diritto di costruire un annesso alla sinagoga e di condurre lì i propri servizi di preghiera.
Nel 1764, Kazimierz Pułaski difese la città con i suoi 700 uomini circondati dall'esercito reale durante la Confederazione di Bar.
La città conobbe un rapido sviluppo dopo il 1765 quando il re Stanislao II Augusto Poniatowski, sotto la pressione dell'influente famiglia Radziwiłł, le concesse l'insolito diritto di organizzare dieci fiere all'anno. Ciò ha reso Berdyčiv il centro commerciale più importante della Confederazione polacco-lituana orientale. A quel tempo, il detto "Pisz na Berdyczów!" ("Invia lettere a Berdychiv!") aveva un significato idiomatico; poiché i mercanti di tutta la Polonia, Lituania, Ucraina e il resto dell'Europa centrale e orientale erano sicuri di visitare la città entro due o tre mesi l'uno dall'altro, divenne un'importante stazione di fermoposta della regione. Questa rapida crescita economica della città fu accompagnata da un altrettanto considerevole aumento della popolazione ebraica. Secondo il censimento del 1789, gli ebrei costituivano il 75% della popolazione di Berdyčiv (1.951 su 2.640, di cui 246 commercianti di liquori, 452 proprietari di casa, 134 commercianti, 188 artigiani, 150 impiegati e 56 nullafacenti). Nel 1797 il principe Radziwiłł concesse a sette famiglie ebree il privilegio di monopolio del commercio di tessuti nella città. Gli ebrei furono una delle principali forze trainanti del commercio della città nella prima metà del XIX secolo, fondando una serie di società commerciali (alcune commerciate a livello internazionale) e istituti bancari e servendo come agenti delle vicine tenute della nobiltà polacca (szlachta).
Nel 1793, dopo la seconda spartizione della Polonia e l'annessione della riva destra ucraina all'Impero russo, Berdyčiv divenne parte del governatorato della Volinia ed inclusa nello uezd di Žytomyr. La città era il centro amministrativo dello uezd omonimo, del governatorato di Kiev.
Nella seconda metà del XIX secolo le banche di Berdyčiv si trasferirono ad Odessa, divenuto il nuovo polo commerciale del sud dell'Impero russo. Ciò fece decadere rapidamente l'economia locale.
Entro la fine del XVIII secolo, Berdychiv divenne un importante centro del chassidismo. Man mano che la città cresceva, un certo numero di noti studiosi vi servirono come rabbini, tra cui Lieber il Grande, Joseph the Harif e lo Zaddiq Levi Yizchok di Berdyčiv (l'autore di Kedushat Levi), che visse e insegnò lì fino alla sua morte nel 1809. Berdyčiv è stato anche uno dei centri del conflitto tra Hasidim e Mitnagdim. Poiché le idee di Haskalah influenzarono parti delle comunità ebraiche, un folto gruppo di Maskilim si formò a Berdyčiv negli anni venti dell'Ottocento.
Nel 1847 risiedevano a Berdyčiv 23.160 ebrei. Già nel 1861 il loro numero era salito a 46.683 unità. Berdychiv divenne la città con la percentuale maggiore di popolazione ebraica nell'Ucraina russa. Le leggi di maggio del 1882 e altre persecuzioni governative colpirono la popolazione ebraica. Ciò nonostante nel 1897, su 53.728 abitanti della città, 41.617 pari circa all'80% della popolazione totale, erano ebrei. Il 58% dei maschi ebrei e il 32% delle femmine ebree erano alfabetizzati.
Verso la fine del XX secolo, Berdyčiv contava circa 80 sinagoghe e beth midrash, ed era famoso per i suoi cantori.
Fino alla prima guerra mondiale la crescita demografica della comunità ebraica è stata bilanciata dall'emigrazione. Nel corso della guerra civile russa e della guerra d'indipendenza ucraina la città fu teatro di alcuni pogrom antisemiti perpetrati dalle milizie ucraine degli etmani Pavlo Skoropads'kyj e Symon Petljura. Dopo la rivoluzione di febbraio e nel primo dopoguerra, il sindaco di Berdyčiv nonché presidente della comunità ebraica era il leader bundista David Petrovsky (Lipetz). In qualità di sindaco riuscì a impedire un pogrom pianificato di più giorni a Berdyčiv da parte degli haidamaky del Kuren Smerti salvando così migliaia di vite.
Negli anni 1920, la lingua yiddish fu ufficialmente riconosciuta dalle locali autorità sovietiche e, a partire dal 1924, la città era dotata di un tribunale ucraino che legiferava in yiddish. Nel 1923 Berdychiv divenne il capoluogo del distretto omonimo e nel 1937 fu inclusa nella regione di Žytomyr.
Secondo il censimento del 1926, dei 30.812 ebrei di Berdichev 28.584 dichiararono lo yiddish come lingua madre. Tuttavia, all'inizio degli anni '30 iniziò a registrarsi un calo dell'uso nella vita quotidiana della lingua yiddish. Le autorità sovietiche chiusero la maggior parte delle sinagoghe della città negli anni trenta, mentre ogni attività politica di matrice sionista fu bandita. Tutte le restanti istituzioni culturali ed educative ebraiche furono sospese nella seconda metà degli anni '30, prima dell'inizio della seconda guerra mondiale. Nel 1939 il numero degli ebrei, a causa soprattutto della migrazione interna verso le grandi città, era sceso a 23.266 unità, pari al 37,5% del totale.
Berdyčiv fu occupata dalla Wehrmacht il 7 luglio 1941. Circa un terzo della popolazione ebraica della città, compresi i profughi provenienti dalla porzione di territorio polacco occupata dai nazisti, riuscì a evacuare o fuggire. I primi giorni dell'occupazione nazista si registrarono omicidi indiscriminati di ebrei da parte dei soldati tedeschi. Il 22 agosto 1941 fu istituito un ghetto, nell'area di Jatki. Dall'agosto 1941 al giugno 1942, la popolazione ebraica di Berdyčiv fu annientata in una serie di esecuzioni di massa. Nella sola giornata dal 15 settembre 1941 i tedeschi liquidarono il ghetto uccidendo nel vicino villaggio di 18.500 ebrei di Berdyčiv. nel In un'operazione separata il 27 aprile 1942, una settantina di donne ebree di famiglie miste furono fucilate insieme ai loro figli. Durante ogni esecuzione, i tedeschi separavano i "professionisti" ebrei necessari per il lavoro. Così, dopo l'operazione di sterminio di massa del 14 settembre 1941, rimasero in vita circa 400 uomini. Dopo la successiva esecuzione di massa dell'inizio di novembre, solo 150 dei migliori artigiani di Berdyčiv furono risparmiati. Risiedevano in un campo a Lysaya Gora. Quando nel maggio 1942 furono raggiunti dagli artigiani e dai giovani di Yanušpol, Kazatin, Andruševka e Ružin, il loro numero aumentò tra i 400 e le 700 unità. La maggior parte di loro fu fucilata nell'estate del 1942. I restanti sessanta specialisti furono incarcerati nella prigione della città e uccisi insieme agli altri detenuti nel novembre 1943 o all'inizio di gennaio 1944. Berdyčiv fu liberata dall'Armata Rossa il 5 gennaio 1944.
Nel 2014 il Monumento a Lenin che si trovava nella piazza principale fu abbattuto.

## Società

### Evoluzione demografica
| Anno | Popolazione complessiva | Di cui ebrei   |
| ---- | ----------------------- | -------------- |
| 1789 | 2.640                   | 1.951 (75%)    |
| 1847 | 20.000                  | 23.160         |
| 1861 | 35.000                  | 46.683         |
| 1867 | 52.563                  | 41.617 (80%)   |
| 1926 | 55.417                  | 30.812 (55,6%) |
| 1941 | 65.000                  | 38.000 (63%)   |
| 1946 | 72.000                  | 6.000          |
| 1972 | 77.000                  | 15.000 (stima) |
| 1989 | 92.000                  | 800            |
| 2001 | 88.000                  | 1.000          |

Attualmente Berdyčiv conta circa 60.000 abitanti. All'incirca lo stesso numero di prima della seconda guerra mondiale. La città, tra i più importanti centri di cultura israelita, prima della guerra contava circa 30.000 ebrei. Con l'occupazione tedesca del 1941 questa comunità fu quasi interamente distrutta. I massacri avvennero prevalentemente nel settembre del 1941. Ancora oggi sono visibili, nelle campagne circostanti la città, i tumuli (in condizioni di abbandono) ove furono gettati i corpi delle vittime. A Berdyčiv, oggi, vi sono solo tra i 450/500 ebrei, per la maggior parte anziani. Nonostante ciò, proprio per la grande importanza della città per l'ebraismo, sono aperte ancora tre sinagoghe, di cui due sempre ed una quando, nelle maggiori festività ebraiche, giungono fedeli dalle altre città ed anche dall'estero. Di Berdyčiv era un importante rabbino, conosciuto in tutto il mondo israelita, Levy Yitzchak (1740-1810), la cui tomba è ancora oggi esistente nel cimitero ebraico della città. Altro personaggio importante di Berdyčiv è Vasilij Semënovič Grossman, anch'egli di famiglia ebrea (la madre giace tra le migliaia di altri corpi in uno dei tumuli di Berdyčiv). Egli è considerato, oggi, tra i maggiori scrittori russi del XX secolo. In città rimane in suo ricordo una targa apposta su una casa, collabente, del centro. A Berdyčiv è nato anche Józef Korzeniowski, meglio conosciuto come Joseph Conrad, uno dei più importanti scrittori in lingua inglese dell'epoca a cavallo tra Ottocento e Novecento.